# Долинский сельский совет (Гуляйпольский район)
Долинский сельский совет (укр. Долинська сільська рада) — входит в состав
Гуляйпольского района
Запорожской области
Украины.
Административный центр сельского совета находится в 
с. Долинка.

## Населённые пункты совета
- с. Долинка
- с. Бабаши
- с. Копани
- с. Ровное